# منطقة البحر الأبيض المتوسط (تركيا)

منطقة البحر الأبيض المتوسط في تركيا

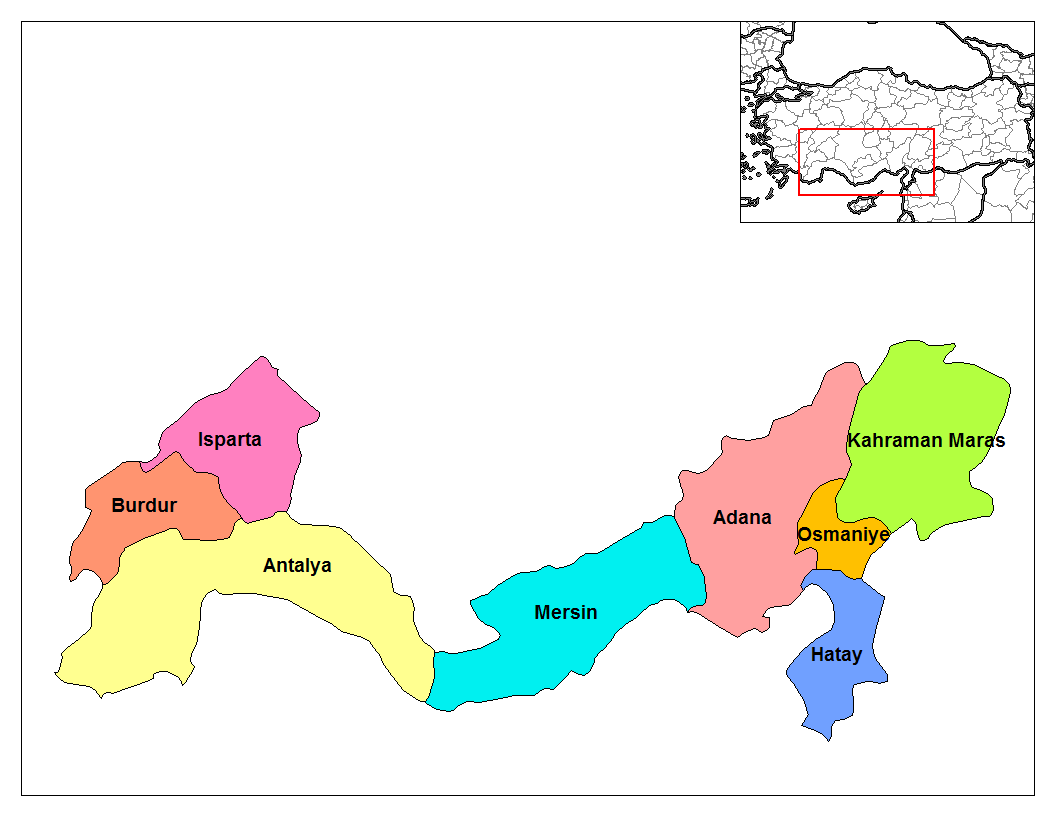
المحافظات الإدارية التركية ضمن منطقة البحر الأبيض المتوسط

منطقة البحر الأبيض المتوسط (بالتركية: Akdeniz Bölgesi)‏ هي واحدة من سبع مناطق جغرافية في تركيا، تحدها منطقة وسط الأناضول في الشمال ومنطقة إيجة وبحر إيجة في الغرب، ومنطقة الأناضول الشرقية في الشمال الشرقي ومنطقة جنوب شرق الأناضول إلى الشرق وسوريا إلى الجنوب الشرقي والبحر الأبيض المتوسط إلى الجنوب.

## المحافظات
- محافظة أضنة
- محافظة أنطاليا
- محافظة بوردور
- محافظة هتاي
- محافظة إسبرطة
- محافظة مرعش
- محافظة مرسين
- محافظة عثمانية

## المناخ
منطقة البحر الأبيض المتوسط ومناخ البحر الأبيض المتوسط على الساحل، في فصل الصيف حار وجاف أما في الشتاء من معتدل إلى بارد، والمنطقة رطبة ومناخها قاري شبه قاحل في المناطق الداخلية مع فصل الصيف الحار والجاف والبارد، وفي الشتاء ثلجي.
| مخطط المناخ أنطاليا | مخطط المناخ أنطاليا | مخطط المناخ أنطاليا | مخطط المناخ أنطاليا | مخطط المناخ أنطاليا | مخطط المناخ أنطاليا | مخطط المناخ أنطاليا | مخطط المناخ أنطاليا | مخطط المناخ أنطاليا | مخطط المناخ أنطاليا | مخطط المناخ أنطاليا | مخطط المناخ أنطاليا |
| --- | ------------------- | ------------------- | ------------------- | ------------------- | ------------------- | ------------------- | ------------------- | ------------------- | ------------------- | ------------------- | ------------------- |
| 01 | 02                  | 03                  | 04                  | 05                  | 06                  | 07                  | 08                  | 09                  | 10                  | 11                  | 12                  |
| 227 15 6 | 139 15 6            | 100 18 8            | 61 22 11            | 32 26 14            | 9 31 19             | 6 35 22             | 5 34 22             | 16 31 19            | 86 27 15            | 172 21 10           | 269 16 7            |
| متوسط درجة-الحرارة °س مجاميع الهطل مم |                     |                     |                     |                     |                     |                     |                     |                     |                     |                     |                     |
| بالوحدات الإنكليزية \| 01 \| 02 \| 03 \| 04 \| 05 \| 06 \| 07 \| 08 \| 09 \| 10 \| 11 \| 12 \| \| 8.9 59 43 \| 5.5 59 43 \| 3.9 64 46 \| 2.4 72 52 \| 1.3 79 57 \| 0.4 88 66 \| 0.2 95 72 \| 0.2 93 72 \| 0.6 88 66 \| 3.4 81 59 \| 6.8 70 50 \| 11 61 45 \| \| متوسط درجة-الحرارة °ف مجاميع الهطول ″ \| \| \| \| \| \| \| \| \| \| \| \| |                     |                     |                     |                     |                     |                     |                     |                     |                     |                     |                     |
| 01 | 02                  | 03                  | 04                  | 05                  | 06                  | 07                  | 08                  | 09                  | 10                  | 11                  | 12                  |
| 8.9 59 43 | 5.5 59 43           | 3.9 64 46           | 2.4 72 52           | 1.3 79 57           | 0.4 88 66           | 0.2 95 72           | 0.2 93 72           | 0.6 88 66           | 3.4 81 59           | 6.8 70 50           | 11 61 45            |
| متوسط درجة-الحرارة °ف مجاميع الهطول ″ |                     |                     |                     |                     |                     |                     |                     |                     |                     |                     |                     |